# Міжнародна конференція «Мова і культура»
Міжнародна конференція «Мова і культура» проходить щороку в Києві наприкінці червня майже тридцять років поспіль. Нині носить ім'я її засновника — професора С. Б. Бураго.

## Історія
Перша конференція відбулася у 1991 році. Серед організаторів і фундаторів її проведення — Інститут філології Київського національного університету імені Тараса Шевченка, Інститут мовознавства ім. О. О. Потебні НАН України, Інститут української мови НАН України, Інститут літератури ім. Тараса Шевченка НАН України, Інститут психології імені Г. С. Костюка АПН України, Інститут вищої освіти НАПН України, Національна музична академія ім. П. І.  Чайковського, Видавничий Дім Дмитра Бураго.
Починалося все з випуску тез до першої конференції. Наразі доповіді публікуються у періодичному науковому виданні «МОВА І КУЛЬТУРА», затвердженому ВАК України з філологічних дисциплін (мовознавство, літературознавство) як фахове спеціалізоване видання. Побачило світ уже понад 200 томів.
Традиції, започатковані в дні проведення перших конференцій, тривають донині. У день заїзду учасники конференції знайомляться з Києвом. Зазвичай — це екскурсії пішки. Кілька років тому їх проводив відомий український філософ, професор, києвознавець і ерудит  Сергій Борисович Кримський. Його філософське осмислення Києва, яким він ділився «по ходу», вражало. Коли професора не стало, екскурсіями перейнялися кращі києвознавці. Звичайно, наголос робився на професійно-орієнтованих сторінках в історії давнього міста. А це — місця проживання відомих учених, письменників, діячів культури, літературно-меморіальні музеї і пам'ятні дошки на будівлях, сам київський ландшафт. Побачене й почуте наповнювало новим вмістом поняття «культура» на прикладі Києва. Не мало значення — чи конференціар уперше бере участь у форумі, чи є багаторічним учасником. 
Одна з основних настанов конференції – залучення молодих науковців до виступів і плідної дискусії. Через це щороку у конференційних засіданнях бере участь щонайменше півсотні аспірантів і пошукувачів з різних гуманітарних галузей знань. 
Початку роботи конференції зазвичай передували виступи-вітання від Президентів України, передані через радників з питань культури, виступи поважних членів Оргкомітету конференції – директора Інституту літератури ім. Т. Г. Шевченка, академіка НАН України Миколи Жулинського, директорів Інституту мовознавства ім. О.О. Потебні, проректорів Київського національного університету імені Тараса Шевченка, членів Президії академії наук України, директора Національного музею Тараса Шевченка Д. В. Стуса, голови Національної спілки композиторів України, заслуженого діяча мистецтв України І. В. Щербакова та багатьох інших.
Пленарні засідання — традиційні за формою — проходили у величних  приміщеннях Великого Конференц-залу Академії наук (вул. Володимирська, 55), секції суспільних наук Національної академії наук України (вул. Грушевського, 4, ); секційні засідання й залах Національної академії наук України, секційні й круглі столи — в аудиторіях Київського національного університету імені Тараса Шевченка, інших наукових установ. Деякі круглі столи — традиційні. Зокрема, круглий стіл, присвячений визначного українського науковця  М. О. Максимовича, започаткувала кілька років тому професор М. О. Карпенко (тепер цей круглий стіл — пам'ять про неї), «Медіаосвітні технології у навчальному процесі» зініційовані понад 15 років тому професором Г. В. Онкович. Інші — новітні — відповідають потребі дня. Незрідка круглі столи присвячено яскравим особистостям-ювілярам – визначним філософам, гуманітаріям-науковцям, вітчизняним і зарубіжним майстрам художнього слова.
Характерною ознакою більшості пленарних і секційних виступів учасників конференції стала тенденція до виходу науковців за межі традиційних уявлень про досліджуваний предмет, до ширшого, полісемантичного та культурологічного його розгляду. Саме таким підходом вирізнялися цікаві і показові виступи, що їх було виголошено у різні, близькі і  доволі вже віддалені у часі роки на конференціях «Мова і культура», зокрема пам’ятні доповіді Сергія Кримського «Проблема трансперсональності», Івана Дзюби «Романтика революційного терору в українській і російській літературі», Маргарити Карпенко «Ректор М. О. Максимович — основоположник першої наукової школи в Київському університеті (до 175-річчя заснування)», Юлії Булаховської «Про міжнародні з`їзди славістів і їхню науково-суспільну роль», Деяна Айдачича «Назви персонажів у кіберпросторі в сучасній слов`янській фантастиці», Юрія Мосенкіса «Священне слово і священне право Київської Русі», Тетяни Каїрової «Вольтер в контексті епістолярної культури Європи ХУІІІ століття», Павла Михеда «Микола Гоголь і велика польська еміграція», Михайла Назаренка «Біографічний жанр у творчості В. Ходасевича і В. Набокова», Павла Гриценка «Культура як імператив сьогодення», Віктора Бріцина «Біля живих джерел українського словникарства», Луїзи Оляндер «Олександр Блок у концепції Сергія Бураго» та багато інших.
Широка культурна програма є обов’язковим атрибутом конференції і має свої традиції  На такі традиційні «вечірні побачення» учасники конференції збираються в  Будинку актора на вечорах класичної і сучасної музики, поезії. Сама споруда Будинку актора унікальна не тільки для Києва. Це — караїмська кенаса в екзотичному мавританському стилі — пам'ятка архітектури, творіння видатного українського архітектора  Владислава Городецького. У центрі міста є вулиця до планування якої він  активно долучався, і нині носить його ім’я.
Ще однією знаковою особливістю конференції є  обов'язковий усний випуск журналу на сцені «Collegium», матеріали якого представляють наживо автори в тому ж Будинку актора. Зазначимо, що нині на цій споруді є меморіальна дошка професора Сергія Борисовича Бураго, який започаткував конференцію «Мова і культура», котра наразі носить його ім'я, а його син — поет і науковець Дмитро Сергійович Бураго — є одним із співголів оргкомітету конференції і головним редактором часопису «Мова і культура».
Вечірня кількагодинна прогулянка учасників конференції на катері по Дніпру традиційно завершує наукове зібрання.  Курс конференціали тримають до пам’ятника того самого «поодинокого птаха, що долетить до середини Дніпра», до відкриття цього пам’ятника також були залучені маститі конференціали. На палубах — неформальне спілкування, яке триває й на одному з безлюдних островів, який жартома учасники конференції називають «Великим філологічним». Обговорюються результати конференції, гортаються випуски журналу з опублікованими статтями, планується орієнтована проблематика на наступний рік. І все це — у наддніпровському надвечір'ї. За київськими пагорбами сідає сонце, ліворуч і праворуч — дивовижні київські річкові краєвиди. Як видно, конференція «Мова і культура» яскраво ілюструє розмаїття способів професійно-орієнтованої комунікації. .
Загалом зауважимо, що наукові зібрання, проведені в різних країнах, стають чудовою ілюстрацією того, що сучасні форуми проходять у різний спосіб та у різнопланових і форматах. Це — спосіб багатосторонньої комунікації в науково-освітньому процесі. Тож на часі говорити про наукові конференції як про інтерактивну медіаосвітню технологію, розвивати форми і методи їх проведення.
Наразі вона має свій сайт, у відкритому доступі — публікації матеріалів конференції, збірники минулих років (архів), а також основні новини з конференційного життя: запрошення на конференцію,  програма наукових заходів, відомості про культурні події тощо.

## Програма та напрямки
Програма конференції передбачає пленарні засідання, роботу секцій, круглі столи, широку культурну програму.
Робота традиційно проходить за наступними тематичними напрямками:
- Філософія мови і культури.
- Психологія мови і культури.
- Національні мови і культури в їхній специфіці та взаємодії
- Лінгвокультурологічна інтерпретація тексту.
- Міжкультурна комунікація.
- Мова сучасного мистецтва.
- Мова і засоби масової комунікації.
- Художня література в контексті культури.
- Теорія і практика перекладу.
- Культурологічний підхід до викладання мови і літератури.

Робочі мови конференції — українська, російська, англійська. У «довоєнні» роки кількість її учасників нараховувала 800—900 осіб.